# Boren

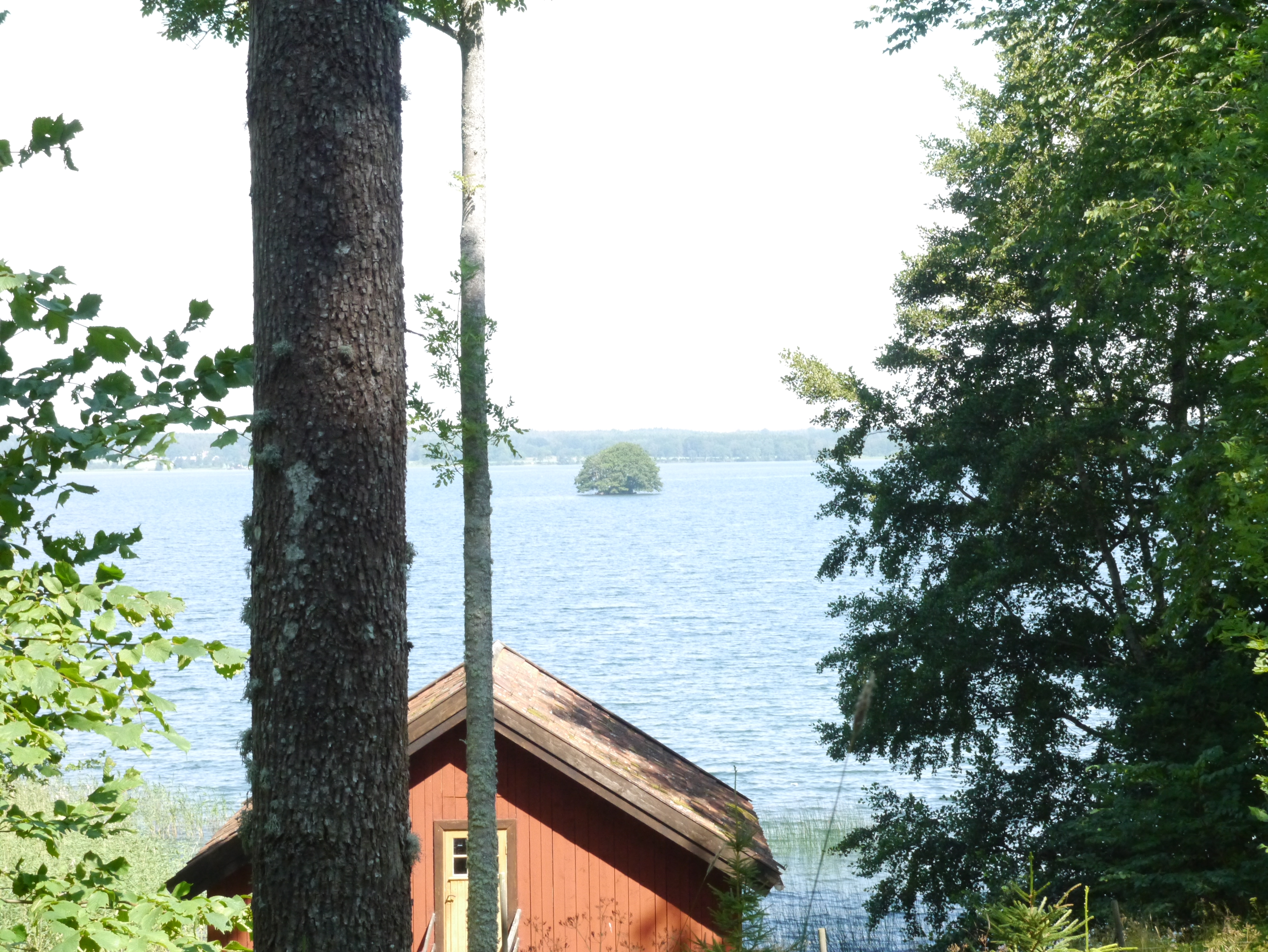
Boren

Boren (uttal [²buːrɛn]) är ett  är en sjö i Motala kommun i Östergötland och ingår i Motala ströms huvudavrinningsområde. Sjön ligger mellan Borensberg i öster och Motala i väster. Sjön är 13 meter djup, har en yta på 27,6 kvadratkilometer och befinner sig 73 meter över havet. Sjön avvattnas av vattendraget Motala Ström.

## Mellan Borenshult i väster och Borensberg i öster

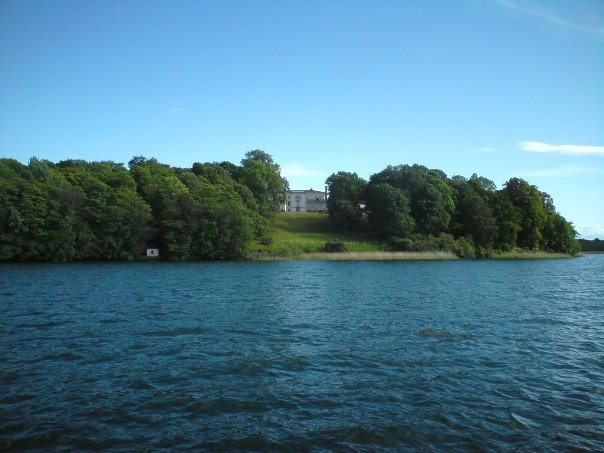
Ulvåsa slott från sjösidan, 2009

Boren utgör en del av Göta kanal och Motala ström. Sjön har också gett namn åt tätorten Borensberg som ligger i dess östra ände och åt Borenshult med Borenshults slussar i Motala. På södra sidan av Boren ligger Birgittas udde och Ulvåsa, på den norra bland annat Härseby, Kulla, Skrukarp, Kristbergs kyrka och Brånshult. Allt vatten som rinner ut från Vättern rinner in i Boren. Boren är som ovan nämnts en del av Göta kanal men dessutom flyter Motala ström igenom sjön. På vintern är Boren en populär sjö att åka skridskor på. Den rödlistade fiskarten asp finns i sjösystemet.

## Delavrinningsområde
Boren ingår i delavrinningsområde (649309-146361) som SMHI kallar för Utloppet av Boren. Medelhöjden är 73 meter över havet och ytan är 27,62 kvadratkilometer. Räknas de 381 avrinningsområdena uppströms in blir den ackumulerade arean 6 540,75 kvadratkilometer. Avrinningsområdets utflöde Motala Ström mynnar i havet. Avrinningsområdet består mestadels av skog (25 procent) och jordbruk (44 procent). Avrinningsområdet har 28,03 kvadratkilometer vattenytor vilket ger det en sjöprocent på 18,2 procent. Bebyggelsen i området täcker en yta av 2,16 kvadratkilometer eller 1 procent av avrinningsområdet.